# Sultan bin Sayf
Sultan bin Sayf (in arabo سلطان بن سيف اليعربي‎?; ... – 1679), è stato imam dell'Oman dal 1649 al 1650 e sultano di Mascate dal 1650 al 1679. Completò l'impresa suo predecessore nel cacciare i portoghesi dall'Oman. La loro ultima base, Mascate, cadde di fronte alle sue forze nel gennaio del 1650. Costruì la potenza marittima dell'Oman, portando la lotta contro i portoghesi nelle loro basi in India e Africa orientale. Durante il suo regno il paese fu pacifico e divenne sempre più prospero.

## Ascesa al trono

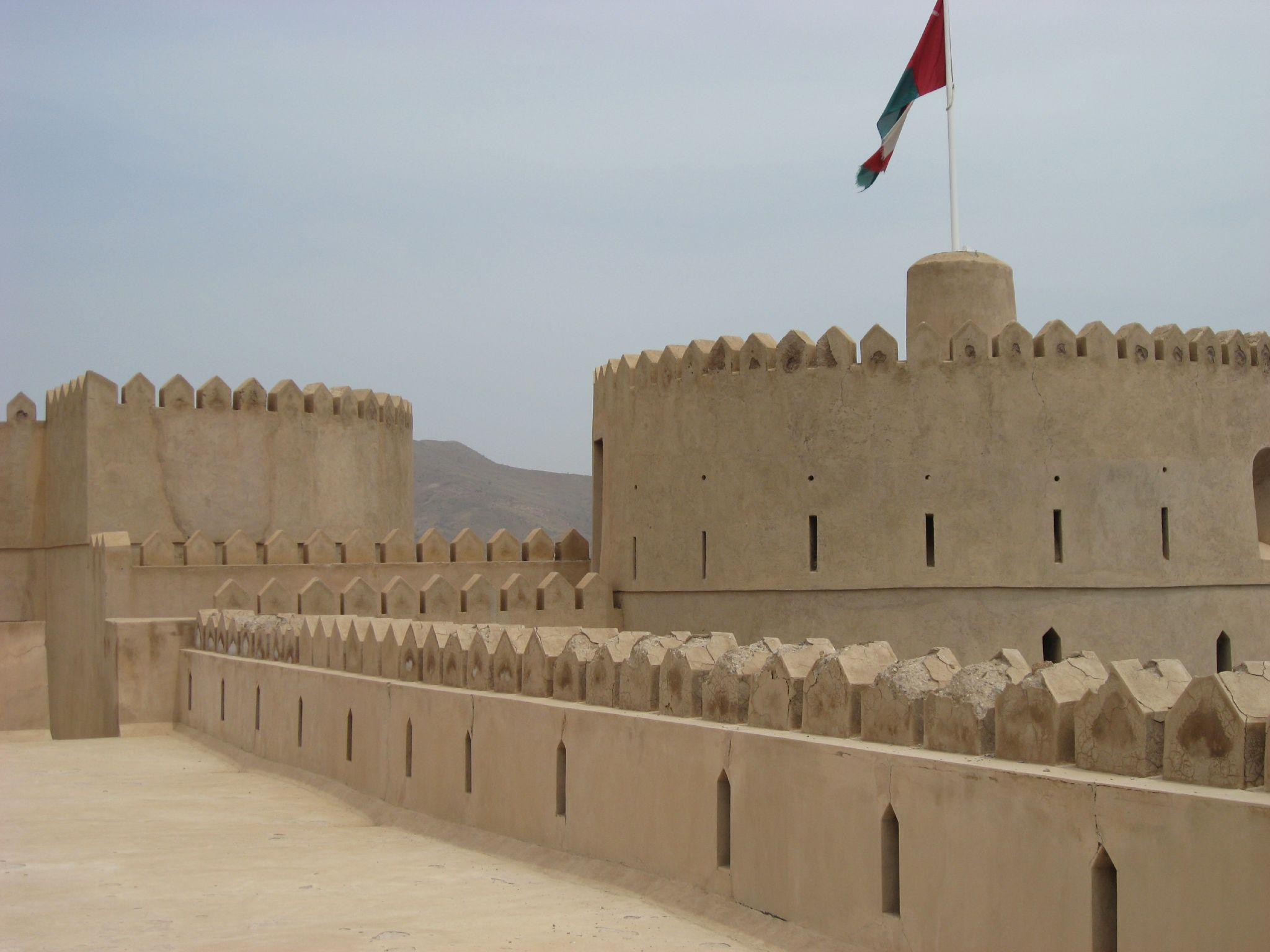
Forte di Rustaq.

Sultan bin Sayf era cugino dell'imam Nasir bin Murshid bin Sultan Al Yarib che nel 1624 aveva fondato la dinastia Yaruba. L'imam Nasir morì il 14 aprile 1649 e fu sepolto a Nizwa. Non lasciò figli. I notabili che si radunarono a Rustaq il giorno della sua morte proclamarono imam Sultan bin Sayf. La successione sembra essere stata indiscussa.

## Guerra con i portoghesi

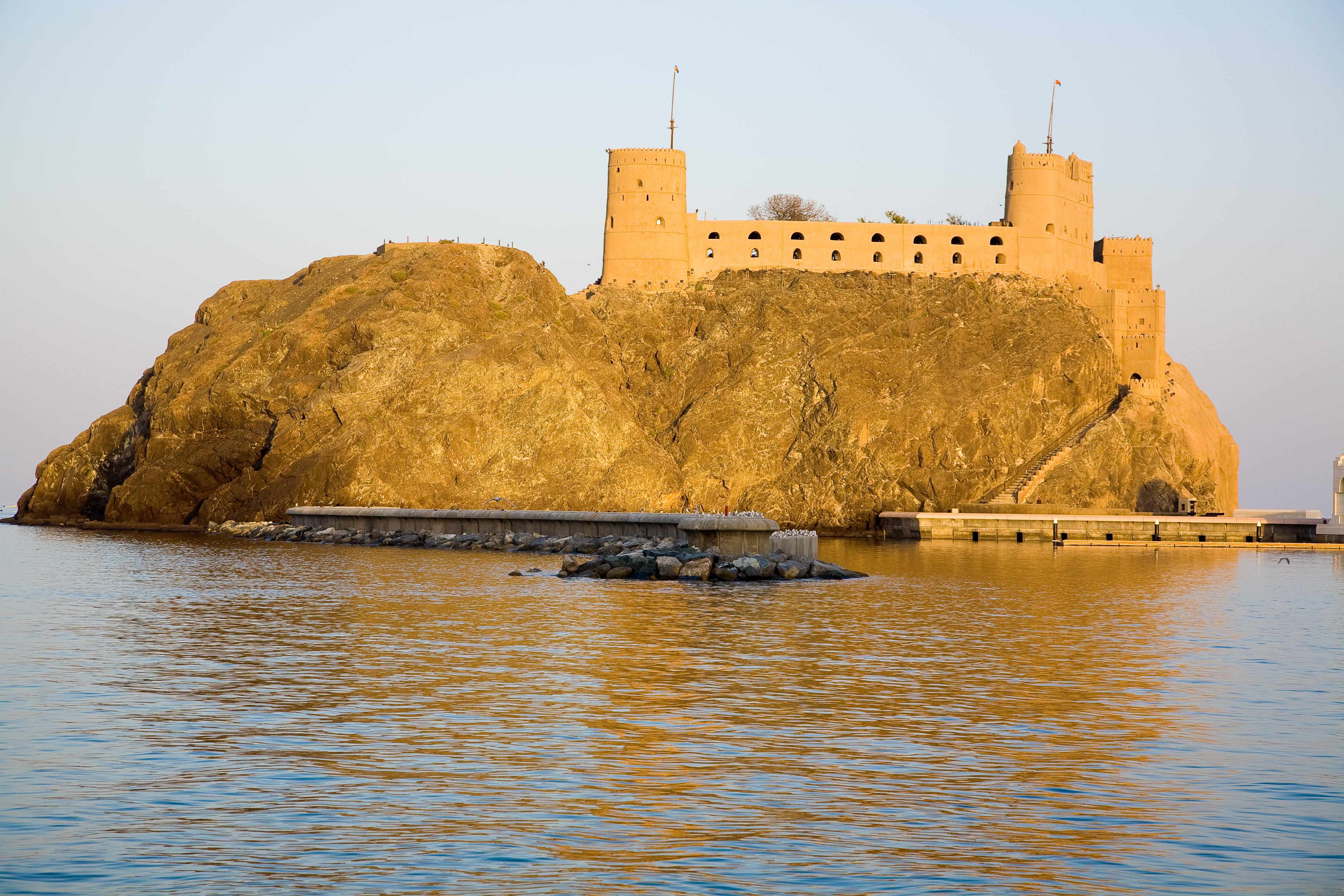
Fort Al Jalali, costruito dai portoghesi nel porto di Mascate.

Alla morte di Nasir, i portoghesi, che un tempo avevano occupato diversi porti lungo la costa, ora avevano il controllo della sola città di Mascate. Sultan decise di finire il compito di espellerli dall'Oman. Prima costruì una propria flotta. Iniziò la sua campagna contro Mascate verso la fine del 1649. Sebbene Sultan raccolse una grande forza fuori dal porto di Muttrah, vicino alla città, essa fu catturata da un piccolo gruppo che fece un attacco a sorpresa di notte. Un altro resoconto afferma che Mascate fu preso da uomini che entrarono nella città travestiti da contadini con le loro armi nascoste in cestini di verdure. Il comandante portoghese si rifugiò a forte Capitan. Circa 600 portoghesi riuscirono a fuggire via mare mentre altri si rifugiarono nel forte. Si arresero il 23 gennaio 1650. Poiché il forte Al Jalali sembra che fosse il più forte delle due strutture, fu ipotizzato che i portoghesi si rifugiarono lì piuttosto che nel forte Al-Mirani, come tradizionalmente si credeva. Si arresero il 28 gennaio 1650. Gli omaniti catturarono anche due navi portoghesi ancorate nel porto di Matrah. Successivamente i portoghesi continuarono sporadicamente la guerra in mare ma non fecero alcun serio sforzo di riconquistare la città.
Sultan bin Sayf iniziò un'offensiva navale contro le basi portoghesi in India e sulla costa orientale dell'Africa. Aggiunse diverse navi catturate ai nemici alla sua flotta, che divenne sempre più potente. Sultan lanciò un raid sui portoghesi insediati a Bombay nel 1655. La flotta omanita attaccò i portoghesi di Bombay nel 1661 e di Diu nel 1668, nel 1670 e nel 1676. Sultan ricevette una petizione dal popolo di Mombasa che chiedeva aiuto nel cacciare i portoghesi offrendo in cambio di accettare la sovranità dell'Oman. Venne inviata una forza militare che bloccò il forte di Mombasa per cinque anni prima che si arrendesse. Fu installato un governatore arabo. Tuttavia, i portoghesi tornarono poco dopo e riconquistarono la città.

## Commercio e costruzione
Gli olandesi possedevano un insediamento commerciale a Gombroon, oggi Bandar Abbas, sul lato persiano dello Stretto di Hormuz. Dopo la caduta di Mascate nel 1650 ricevettero grandi spedizioni di merci dai Paesi Bassi e ampliarono notevolmente il loro commercio nella regione del golfo Persico. Nel 1651 Sultan visitò personalmente Gombroon e si offrì di aprire una rotta terrestre per i commercianti olandesi attraverso Abu Dhabi e Qatif a per arrivare Bassora, in modo che gli olandesi potessero evitare di pagare dazi doganali ai persiani. Gli olandesi rifiutarono educatamente.
Nel 1659 Sultan fu visitato dal colonnello Rainsford della Compagnia britannica delle Indie orientali che tentò di negoziare un contratto di locazione nel porto di Mascate. Sultan rifiutò questa richiesta. L'Oman divenne la più importante potenza marittima dell'Oceano Indiano occidentale. Il commercio crebbe grazie anche agli omaniti basati in Africa che portavano ricchezza nel paese. L'attività commerciale di Sultan bin Sayf suscitò critiche da parte dei leader religiosi che ritenevano che ciò fosse inappropriato per un imam.

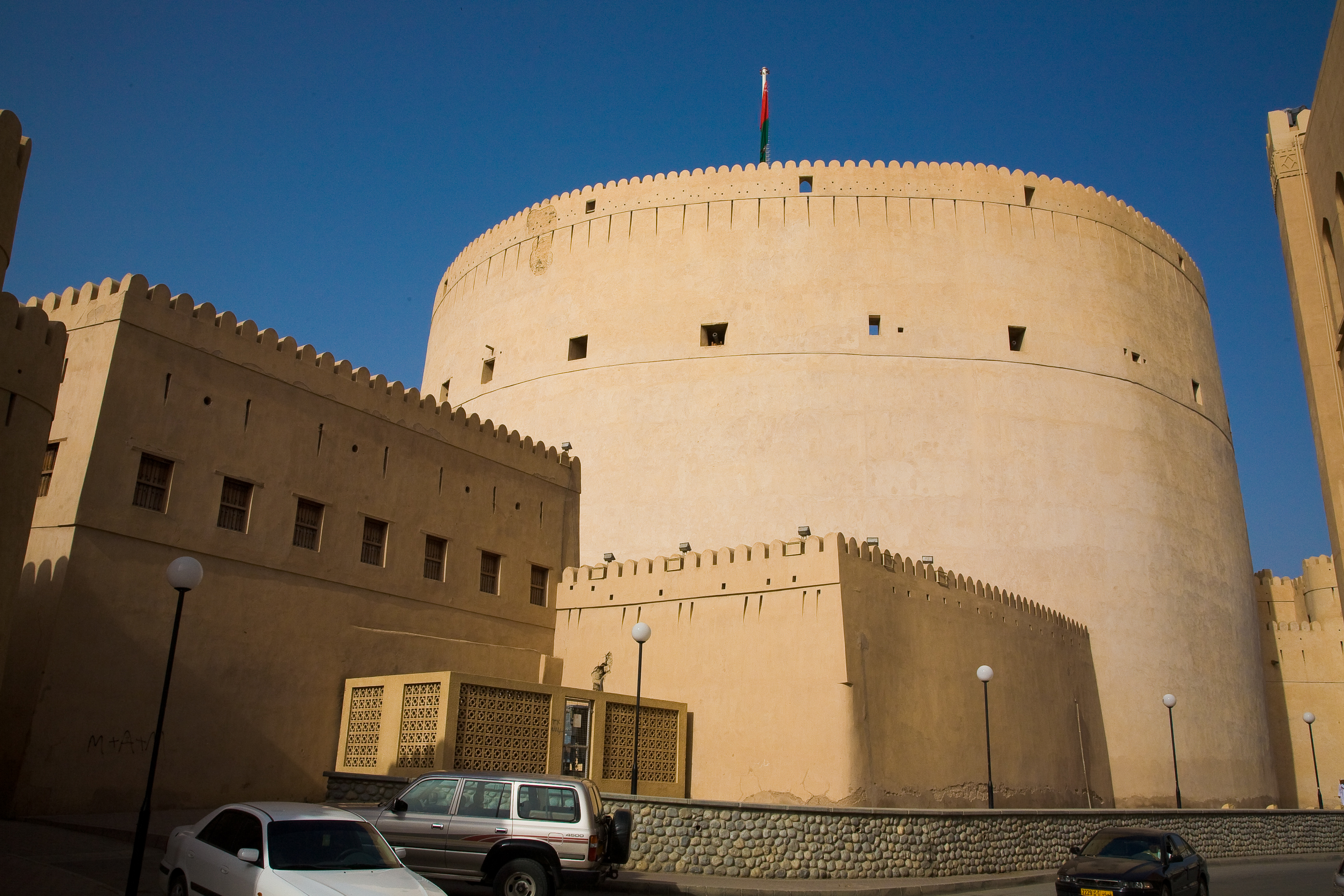
La torre rotonda del forte Nizwa costruita da Sultan.

Parte della nuova ricchezza venne utilizzata per finanziare la costruzione dei sistemi d'irrigazione Aflaj. Sultan bin Sayf costruì il falaj daris da Izki a Nizwa, il più grande falaj del paese. Costruì anche l'enorme torre circolare del forte Nizwa. La struttura, alta 30 metri, fu costruita su un forte precedente che era stato assemblato da diversi forti minori. Qui installò la sua capitale. Sultan istituì un'amministrazione forte e stabile, con governatori e giudici che applicavano le leggi saggiamente. Secondo George Percy Badger, nel suo A History of the Imaums and Sayyids of Oman:
Morì nel 1679 e gli succedette suo figlio Bil'arab. Le fonti differiscono notevolmente sulla data della morte di Sultan. Una indica l'11 novembre 1668 e un'altra il 4 ottobre 1679.